# Anisocentropus corvinus
Anisocentropus corvinus är en nattsländeart som beskrevs av Arturs Neboiss 1980. Anisocentropus corvinus ingår i släktet Anisocentropus och familjen Calamoceratidae. Inga underarter finns listade i Catalogue of Life.